# クロガラシ

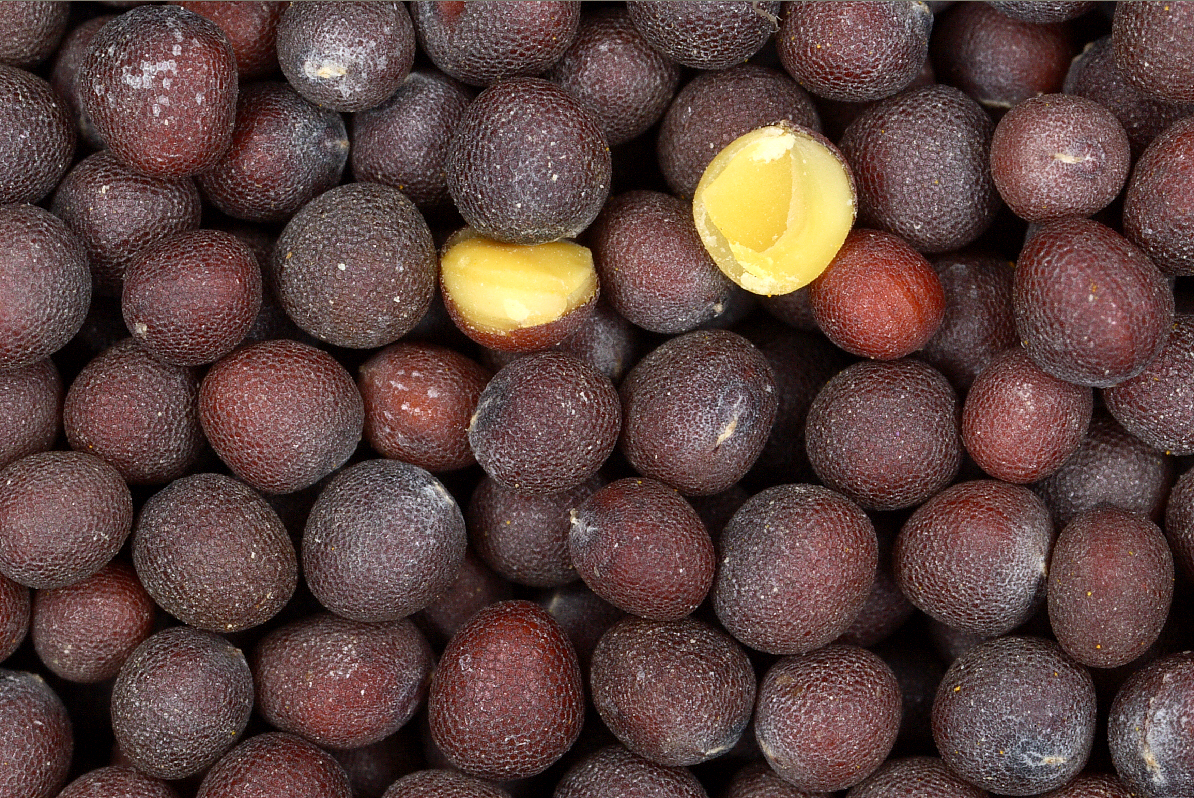
種子

クロガラシ（英語: black mustard）は、アブラナ科アブラナ属の一年生植物。種子を香辛料として利用するほか、野菜またはハーブとして利用される。
地中海沿岸原産で荒れ地などに自生している野草だが、現在では帰化植物として世界的に分布している。

## 概要
草丈が非常に高く、成長すると2.4メートルに達する。表面が毛羽立った多肉質な茎を持ち、茎の頂に花弁が4枚の黄色い花をつける。葉は大きいが、カラシナやシロガラシと違い毒性があり食用に適さない。冷涼な気候を好み、温暖な気候だと日中しおれてしまうこともある。
果実が実ると、茎に密着する点で他のアブラナ属と区別できる。また開花期もアブラナ属の中でもっとも遅く、日本で栽培した場合、5月近くになる。
クロガラシは先史時代の遺跡からも発見されており、香辛料としての歴史はシロガラシより古く3000年前からとも言われている。聖書の喩え話に登場する「からし種」（マタイ13:31-32など）はクロガラシの種を指すという説もある。
現在マスタードの原料としてはほとんど利用されていない(粒マスタードに用いられるのは本種ではなく、セイヨウカラシナの一種であるブラウンマスタードである)。草丈が高く種子が落ちやすいため機械収穫に向かないことも工業化できない一因となっている。風味はシロガラシよりも鼻に抜けるような辛み感が強く、ピクルス液やインド料理ではマスタードオイルやギーの風味付けとして用いられている。
種子は褐色で黒芥子（コクガイシ）と呼ばれ、他のカラシ種子と同様に、健胃、去痰、鎮咳の漢方薬として用いられる。ヨーロッパでは筋肉痛の湿布薬としても用いられた。